# 埃爾福特會議
埃爾福特會議是1808年9月27日至10月14日，在埃爾福特举行的一次会议，会议上法国皇帝拿破仑与俄罗斯帝国皇帝亚历山大一世会面，重新确认了一年前通过的蒂尔西特条约达成的联盟，该条约是在第四次反法同盟战争结束后签订的。期间，法国外长夏尔·莫里斯·德塔列朗-佩里戈尔秘密提醒亚历山大一世阻止拿破仑称霸欧洲的野心。